# Copa de Competencia Jockey Club 1931
La Copa de Competencia Jockey Club 1931, oficialmente Concurso de Competencia 1931, fue la decimosexta edición de esta competencia. Fue organizada por la Asociación Amateur Argentina de Football, luego Asociación Argentina de Football.
Debido al cisma del 10 de mayo, el certamen fue disputado por única vez por equipos de la Primera División y Primera División B, mas un equipo que no participaba en los campeonatos.
El concurso consagró campeón por primera vez al Club Sportivo Balcarce, tras imponerse por 4 a 1 ante Club Almagro en el desempate de la final. Siendo la primera vez que un equipo de segunda categoría gana una copa de Primera División.

## Sistema de disputa
Los participantes fueron divididos en 6 grupos: 2 grupos de 7 equipos de la Zona Norte del AMBA; 3 grupos de 6 equipos de la Zona Sur; y 1 grupo de 8 equipos de la Zona Oeste.
El ganador de cada grupo accedió a la Fase final, donde se enfrentaron a partido único por eliminación directa.

## Equipos participantes

### Primera División
| Almagro                | Argentino de Banfield | Argentino de Quilmes | Banfield            |
| Barracas               | Barracas Central      | Buenos Aires         | Colegiales          |
| Defensores de Belgrano | El Porvenir           | Estudiantes          | Estudiantil Porteño |
| Excursionistas         | Nueva Chicago         | Sp. Palermo          | San Fernando        |

### Primera División B
| Acassuso               | All Boys     | Alvear         | Argentino del Sud  |
| Balcarce               | Boca Alumni  | Dock Sud       | General San Martín |
| Gimnasia y Esgrima (L) | Gutenberg    | Honor y Patria | La Paternal        |
| Liberal Argentino      | Nacional (A) | Palermo        | Porteño            |
| Progresista            | Retiro       | San Isidro     | San Telmo          |
| Sportsman              | Temperley    | Unión          |                    |

### Invitado
| Ferrocarriles del Estado |

## Fase de grupos

### Grupo 1
| Pos. | Equipo                 | Pts. | J | G | E | P | GF | GC | DG  |
| ---- | ---------------------- | ---- | - | - | - | - | -- | -- | --- |
| 1.o  | Defensores de Belgrano | 6    | 4 | 3 | 1 | 0 | 10 | 1  | 9   |
| 2.o  | Acassuso               | 4    | 4 | 2 | 0 | 2 | 2  | 1  | 1   |
| 3.o  | Colegiales             | 4    | 4 | 2 | 0 | 2 | 4  | 4  | 0   |
| 4.o  | Unión                  | 4    | 4 | 2 | 0 | 2 | 1  | 1  | 0   |
| 5.o  | San Fernando           | 2    | 4 | 1 | 0 | 3 | 2  | 12 |     |
| —    | San Isidro             | —    | 2 | 0 | 1 | 1 | 1  | 4  | -3  |
| —    | Retiro                 | —    | 3 | 0 | 0 | 3 | 0  | 12 | -12 |

|  | Clasificado a la Fase final |

### Grupo 2
| Pos. | Equipo                   | Pts. | J | G | E | P | GF | GC | DG |
| ---- | ------------------------ | ---- | - | - | - | - | -- | -- | -- |
| 1.o  | Sp. Palermo              | 6    | 5 | 3 | 0 | 2 | 7  | 6  | 1  |
| 1.o  | Balcarce                 | 6    | 5 | 2 | 2 | 1 | 7  | 8  | -1 |
| 3.o  | Caseros                  | 5    | 5 | 2 | 1 | 2 | 6  | 5  | 1  |
| 4.o  | General San Martín       | 5    | 5 | 2 | 1 | 2 | 3  | 7  | -4 |
| 5.o  | Ferrocarriles del Estado | 4    | 5 | 1 | 2 | 2 | 4  | 2  | 2  |
| 6.o  | Excursionistas           | 4    | 5 | 1 | 2 | 2 | 1  | 3  | -2 |
| —    | Porteño                  | —    | 3 | 0 | 0 | 3 | 2  | 10 | -8 |

|  | Desempate |

#### Desempate
|                                                 | Balcarce | vs. | Sp. Palermo |  |  |
| El 5 de enero de 1932 se desafilió Sp. Palermo. |          |     |             |  |  |

### Grupo 3
| Pos. | Equipo            | Pts. | J | G | E | P | GF | GC | DG |
| ---- | ----------------- | ---- | - | - | - | - | -- | -- | -- |
| 1.o  | Buenos Aires      | 8    | 5 | 4 | 0 | 1 | 9  | 4  | 5  |
| 1.o  | Barracas Central  | 8    | 5 | 4 | 0 | 1 | 6  | 3  | 3  |
| 3.o  | Sportsman         | 7    | 5 | 3 | 1 | 1 | 3  | 2  | 1  |
| 4.o  | Barracas          | 4    | 5 | 2 | 0 | 3 | 2  | 7  | -5 |
| 5.o  | Dock Sud          | 3    | 5 | 1 | 1 | 3 | 6  | 3  | 3  |
| 6.o  | Argentino del Sud | 0    | 5 | 0 | 0 | 5 | 2  | 9  | -7 |

|  | Desempate |

#### Desempate
| 13 de diciembre | Barracas Central | 2:1 | Sp. Buenos Aires | cancha de Barracas, Buenos Aires |  |

### Grupo 4
| Pos. | Equipo                 | Pts. | J | G | E | P | GF | GC | DG |
| ---- | ---------------------- | ---- | - | - | - | - | -- | -- | -- |
| 1.o  | Banfield               | 7    | 5 | 2 | 3 | 0 | 10 | 6  | 4  |
| 2.o  | El Porvenir            | 6    | 5 | 1 | 4 | 0 | 8  | 3  | 0  |
| 3.o  | San Telmo              | 6    | 5 | 2 | 2 | 1 | 5  | 7  | -2 |
| 4.o  | Progresista            | 5    | 5 | 1 | 3 | 1 | 9  | 10 | -1 |
| 5.o  | Gimnasia y Esgrima (L) | 4    | 5 | 1 | 2 | 2 | 7  | 8  | -1 |
| 6.o  | Nacional (A)           | 2    | 5 | 1 | 0 | 4 | 4  | 9  | -5 |

|  | Clasificado a la Fase final |

### Grupo 5
| Pos. | Equipo               | Pts. | J | G | E | P | GF | GC | DG |
| ---- | -------------------- | ---- | - | - | - | - | -- | -- | -- |
| 1.o  | Argentino de Quilmes | 7    | 5 | 3 | 1 | 1 | 7  | 5  | 2  |
| 2.o  | Argentino de Lomas   | 6    | 5 | 2 | 2 | 1 | 8  | 5  | 3  |
| 3.o  | Boca Alumni          | 6    | 5 | 2 | 2 | 1 | 5  | 5  | 0  |
| 4.o  | Honor y Patria       | 4    | 5 | 2 | 0 | 3 | 5  | 5  | 0  |
| 5.o  | Temperley            | 4    | 5 | 1 | 2 | 2 | 4  | 7  | -3 |
| 6.o  | Gutenberg            | 3    | 5 | 1 | 1 | 3 | 5  | 7  | -2 |

|  | Clasificado a Semifinales |

### Grupo 6
| Pos. | Equipo              | Pts. | J | G | E | P | GF | GC | DG |
| ---- | ------------------- | ---- | - | - | - | - | -- | -- | -- |
| 1.o  | Almagro             | 13   | 7 | 6 | 1 | 0 | 13 | 2  | 11 |
| 2.o  | Estudiantil Porteño | 11   | 7 | 5 | 1 | 1 | 12 | 5  | 7  |
| 3.o  | Estudiantes         | 7    | 7 | 3 | 1 | 3 | 6  | 5  | 1  |
| 4.o  | Palermo             | 7    | 7 | 2 | 3 | 2 | 7  | 7  | 0  |
| 5.o  | La Paternal         | 7    | 7 | 3 | 1 | 3 | 5  | 11 | -6 |
| 6.o  | Liberal Argentino   | 5    | 7 | 1 | 3 | 3 | 8  | 12 | -4 |
| 7.o  | Nueva Chicago       | 4    | 7 | 2 | 0 | 5 | 4  | 10 | -6 |
| 8.o  | All Boys            | 2    | 7 | 1 | 0 | 6 | 3  | 6  | -3 |

|  | Clasificado a la Semifinales |

## Fase final

### Cuadro de desarrollo
|  | Cuartos de final | Cuartos de final       | Cuartos de final |                      |   | Semifinales      | Semifinales | Semifinales | Semifinales | Semifinales |   |   | Final | Final | Final | Final |  |
|  |                  |                        |                  |                      |   |                  |             |             |             |             |   |   |       |       |       |       |  |
|  |                  |                        |                  |                      |   |                  |             |             |             |             |   |   |       |       |       |       |  |
|  | S                | Barracas Central       | 2                |                      |   |                  |             |             |             |             |   |   |       |       |       |       |  |
|  | S                | Barracas Central       | 2                |                      |   |                  |             |             |             |             |   |   |       |       |       |       |  |
|  | S                | Banfield               | 0                |                      |   |                  |             |             |             |             |   |   |       |       |       |       |  |
|  | S                | Banfield               | 0                |                      |   | Barracas Central | 2           | 1           | 0           |             |   |   |       |       |       |       |  |
|  |                  |                        |                  |                      |   | Barracas Central | 2           | 1           | 0           |             |   |   |       |       |       |       |  |
|  |                  |                        | O                | Almagro              | 2 | 1                | 3           |             |             |             |   |   |       |       |       |       |  |
|  |                  |                        | O                | Almagro              | 2 | 1                | 3           |             |             |             |   |   |       |       |       |       |  |
|  |                  |                        |                  |                      |   |                  |             |             |             |             |   |   |       |       |       |       |  |
|  |                  |                        |                  |                      |   |                  |             |             |             |             |   |   |       |       |       |       |  |
|  |                  |                        |                  |                      |   |                  |             |             | Almagro     | Almagro     | 1 | 1 |       |       |       |       |  |
|  |                  |                        |                  |                      |   |                  |             |             |             |             | 1 | 1 |       |       |       |       |  |
|  |                  |                        | Balcarce         | Balcarce             | 1 | 4                |             |             |             |             |   |   |       |       |       |       |  |
|  | N                | Balcarce               | Balcarce         | Balcarce             | 1 | 4                | 3           |             |             |             |   |   |       |       |       |       |  |
|  | N                | Balcarce               |                  |                      |   |                  |             |             |             |             |   |   |       |       |       |       |  |
|  | N                | Defensores de Belgrano | 0                |                      |   |                  |             |             |             |             |   |   |       |       |       |       |  |
|  | N                | Defensores de Belgrano | 0                | Balcarce             |   |                  |             |             |             |             |   |   |       |       |       |       |  |
|  |                  |                        |                  |                      |   |                  |             |             |             |             |   |   |       |       |       |       |  |
|  |                  |                        | S                | Argentino de Quilmes |   |                  |             |             |             |             |   |   |       |       |       |       |  |
|  |                  |                        | S                | Argentino de Quilmes |   |                  |             |             |             |             |   |   |       |       |       |       |  |
|  |                  |                        |                  |                      |   |                  |             |             |             |             |   |   |       |       |       |       |  |
|  |                  |                        |                  |                      |   |                  |             |             |             |             |   |   |       |       |       |       |  |
|  |                  |                        |                  |                      |   |                  |             |             |             |             |   |   |       |       |       |       |  |
|  |                  |                        |                  |                      |   |                  |             |             |             |             |   |   |       |       |       |       |  |

### Cuartos de final
| 24 de enero de 1932                          | Barracas Central | 2:0 | Banfield | Cancha de El Porvenir, Gerli |  |
| Suspendido a los 60 minutos. Fue finalizado. |                  |     |          |                              |  |

| 24 de enero de 1932                          | Balcarce | 3:0 | Defensores de Belgrano | Cancha de Sp. Palermo, Buenos Aires |  |
| Suspendido a los 80 minutos. Fue finalizado. |          |     |                        |                                     |  |

### Semifinales
| 31 de enero de 1932                                                                              | Balcarce | vs. | Argentino de Quilmes |  |  |
| El 23 de diciembre de 1931, Argentino de Quilmes se retiró del torneo. Balcarce ganó los puntos. |          |     |                      |  |  |

| 31 de enero de 1932 | Barracas Central | 2:2 | Almagro | Cancha de Estudiantes, Buenos Aires |  |

#### Desempates
| 7 de febrero de 1932 | Almagro | 1:1 | Barracas Central | Cancha de All Boys, Buenos Aires |  |

| 14 de febrero de 1932 | Barracas Central | 0:3 | Almagro | Cancha de All Boys, Buenos Aires |  |

### Final
| 28 de febrero de 1932        | Almagro | 1:1 (1:0) | Balcarce | Cancha de All Boys, Buenos Aires |                   |
|                              | De Nicola · Fernandez · Recanatini · Sola · Aceto · Lateulade · Oro · Ciancio · Perez · Olivetto · Correa · Correa 37' | Reporte   | Levalle · C. Maranga · Rimazza · Morelli · C. Numa · Aguirre · Galarza · Mezadra · P. Numa · Galizia · Olivera · 48' P. Numa | Árbitro(s): Galli                | Árbitro(s): Galli |
| Suspendido a los 80 minutos. | |           | |                                  |                   |

#### Desempate
| 6 de marzo de 1932                                                                     | Almagro | 1:4 (0:2) | Balcarce | Estadio de Excursionistas, Buenos Aires |  |
| 16:20                                                                                  | 70' De Nicola · Fernández · 60' Recanattini · Sola · Acetto · Guglietti · (60') Oro · Pérez · Ciancio · Olivetto · 35' Correa · Recanattini 53' (pen.) | Reporte   | González · C. Maranga · Rimazza · A. Maranga · Morelli · C. Numa · Galarza · P. Numa · Olivera · Aguirre · Della Barga · 3', 72' Aguirre · 30' Galarza · 71' Olivera |                                         |  |
| Suspendido a los 72 minutos por retiro del campo de juego de los jugadores de Almagro. | |           | |                                         |  |

|                              |
|                              |
| Campeón Balcarce 1.er título |